# Dündehore
Dündehore är en bergstopp i Schweiz. Den ligger i distriktet Frutigen-Niedersimmental och kantonen Bern, i den centrala delen av landet. Toppen på Dündehore är 2 862 meter över havet.
Trakten runt Dündehore består i huvudsak av kala bergstoppar och i lägre trakter finns gräsmarker.